# Asymptotische Folge
In der Analysis ist eine asymptotische Folge ein Grundbaustein einer asymptotischen Analyse. Die asymptotische Folge definiert den Ansatzraum einer asymptotischen Entwicklung und bestimmt damit die möglichen Ergebnisse der Analyse.

## Definition
Eine endliche oder unendliche Folge {\displaystyle (\phi _{n})} von Funktionen auf dem Gebiet {\displaystyle \Omega } heißt asymptotisch für {\displaystyle x\to x_{0}}, wenn 
{\displaystyle \phi _{n+1}(x)={\hbox{o}}(\phi _{n}(x)),\;x\to x_{0}},
mit der Landau-Notation. Bei unendlichen Folgen spricht man von einer gleichmäßigen asymptotischen Folge in n, falls {\displaystyle \phi _{n+1}={\hbox{o}}(\phi _{n})} gleichmäßig in n gilt, beziehungsweise von einer gleichmäßigen asymptotischen Folge in den Parametern, falls die Folge von einem Parameter {\displaystyle \epsilon } abhängt und {\displaystyle \phi _{n+1}={\hbox{o}}(\phi _{n})} gleichmäßig in den Parametern gilt.

## Beispiele
- Die Folge der reellen Funktionen {\displaystyle \phi _{n}=x^{n}} für {\displaystyle x\to 0}.
- Die Folge der reellen Funktionen {\displaystyle \phi _{n}=x^{-\lambda _{n}}} mit {\displaystyle \lambda _{n+1}>\lambda _{n}} für {\displaystyle x\to \infty }.

## Eigenschaften
Eine Teilfolge einer asymptotischen Folge ist ebenfalls asymptotisch, ebenso liefert das Potenzieren der kompletten Folge mit einer positiven Zahl wieder eine asymptotische Folge.